# Shahdadpur
Shahdadpur est une ville de la province de Sind au Pakistan. Elle est située dans le district de Sanghar et est aussi la capitale du tehsil du même nom.
La population de la ville a été multipliée par plus de trois entre 1972 et 2017, passant de 29 180 habitants à 99 653. Entre 1998 et 2017, la croissance annuelle moyenne s'affiche à 2,5 %, un peu supérieure à la moyenne nationale de 2,4 %. En 2023, la population de la ville monte à 113 342 habitants.
|            | 1972 (rec.) | 1981 (rec.) | 1998 (rec.) | 2017 (rec.) | 2023 (rec.) |
| ---------- | ----------- | ----------- | ----------- | ----------- | ----------- |
| Population | 29 180      | 42 107      | 62 655      | 99 653      | 113 342     |